# Ancient Domains of Mystery
Ancient Domains of Mystery, ou ADOM, est un jeu vidéo de type rogue-like dans lequel le joueur doit stopper les forces du Chaos qui envahissent le monde d’Ancardia. Comme la plupart des roguelike, ADOM fait usage de caractères ASCII pour représenter son univers.

## Système de jeu
Ancient Domains Of Mystery  est un roguelike dans lequel le joueur incarne un aventurier qui explore de vastes étendues sauvages, des cités et des donjons infesté de monstres qu’il doit combattre pour gagner de l’expérience et des trésors. Son objectif est de stopper l’invasion des forces du chaos qui se répandent dans le monde  médiéval-fantastique d'Ancardia par l’intermédiaire d’un portail dimensionnel. Le jeu possède de multiples fins. Le joueur peut par exemple le terminer en réussissant à fermer la porte ou en la traversant pour prendre le contrôle des forces du chaos. À l’exception de certains lieux prédéfinis, les donjons sont en grande partie générés aléatoirement à chaque nouvelle partie et sont représentés à l’écran par des caractères en ASCII.
Au début du jeu, le joueur choisit le sexe, la race et la classe de son personnage avant de répondre à une série de questions sur ses antécédents. À partir de ces éléments, les attributs et les compétences du personnage sont ensuite générées aléatoirement. Différents paramètres influencent ensuite ces caractéristiques. Les attributs du héros varient ainsi en fonction de son niveau, de son équipement, de son age et d’éventuelle mutation provoqué alors que ses compétences s’améliorent en les utilisant, en gagnant un niveau, en lisant des livres ou en suivant un entrainement auprès d’un personnage non-joueur. L’âge du personnage évolue avec le temps, a un rythme plus ou moins rapide suivant sa race. En visitant certains lieux ou en combattant certains monstres, le joueur peut subir des mutations provoquées par l’influence des forces du chaos. Ces mutations ont généralement des effets positifs et négatifs. Si le personnage mute trop souvent, il se transforme en monstre chaotique et le jeu se termine immédiatement. Le jeu utilise un système de mort permanente. Quand le personnage meurt, le joueur doit ainsi commencer une nouvelle partie sans possibilité de repartir d’une précédente sauvegarde.

## Développement
Ancient Domains of Mystery est développé par Thomas Biskup alors qu’il étudie à l’université technique de Dortmund. Après avoir joué à Rogue (1980) et Hack (1982), celui-ci découvre NetHack (1987) qu’il trouve intéressant mais dont il déplore la trop grande complexité et les trop nombreux éléments qu’il juge inutile et perturbant. En partant de zéro, il commence à développer Ancient Domains of Mystery avec l’objectif de créer un jeu reprenant les grands principes de NetHack mais bénéficiant d’un scénario et d’un thème plus cohérent. Il crée ainsi un jeu constitué de plusieurs donjons générés aléatoirement connectés entre eux par une carte et dans lesquels le joueur doit accomplir des quêtes pour progresser. Une des principales nouveautés du jeu par rapport à ses prédécesseurs est l’influence du chaos qui se répand dans le monde du jeu par l’intermédiaire de portail que le joueur doit parvenir à fermer. Lorsqu’il est affecté par cette influence chaotique, le personnage du joueur est contaminé et subit alors divers essais qui peuvent être bénéfique ou néfaste.

## Versions
Ancient Domains of Mystery est disponible dans plusieurs versions. Les versions Amiga, BSD et DOS se jouent uniquement en mode texte avec une représentation en ASCII alors que les versions Linux, Mac OS et Windows offrent en plus la possibilité de jouer avec des graphismes, des effets sonores et de la musique. Ces versions sont disponibles gratuitement mais le jeu est également disponible sur Steam dans une version payante intitulé Deluxe Edition. Celle-ci offre les mêmes options que les versions PC mais incluent des fonctionnalités supplémentaires (il est par exemple possible de désactiver la mort permanente), de nouveaux modes de jeu et un système de récompenses.
En 2017, Thomas Biskup annonce le développement d’une nouvelle version du jeu baptisé Ultimate Ancient Domains of Mystery  et basé sur un nouveau moteur de jeu.